# Celada del Camino
Celada del Camino – gmina w Hiszpanii, w prowincji Burgos, w Kastylii i León, o powierzchni 12,57 km². W 2011 roku gmina liczyła 98 mieszkańców.